# 大竜寺麟岳
大竜寺麟岳（だいりゅうじ りんがく、生年不詳 - 天正10年3月11日（1582年4月3日））は、戦国時代の僧・甲斐国甲府の大竜寺住職。『系図纂要』によれば、父は武田家の御一門衆・武田信廉。信廉の子とした場合、兄弟姉妹に武田信澄・小笠原信嶺室・松尾信俊室・仁科盛信室・開善寺珠山・蟠翁文龍がいる。『甲斐国志』では武田勝頼の従兄弟とし、『甲乱記』では勝頼の「近キ親族」と記している。

## 略歴
大竜寺は甲府市塚原に所在した寺院で、現在は廃寺となっている。
『武田三代軍記』によれば、麟岳は武田信玄の甥で長禅寺2世・春国長新の弟子とする。「等々力家文書」によれば、天正5年（1577年）から天正9年（1581年）頃に武田家臣の三枝虎吉（栄富斎）の子息・吉親が虎吉により勘当され、「大龍寺」が仁科盛信への仕官を斡旋しており、これが麟岳にあたると考えられている。
『甲陽軍鑑』によれば、麟岳は御一門衆の武田信豊や、勝頼側近の跡部勝資・長坂光堅とともに武田家の重要政策に携わる人物で、天正8年（1580年）には織田信長との和睦（甲江和与）のため、武田家に人質として滞在していた信長の子である織田信房を織田家に返還させることを協議したという。
『甲陽軍鑑』『甲乱記』によれば、天正10年（1582年）3月の織田信長・徳川家康連合軍の武田領侵攻に際して、勝頼一行は山梨郡田野（甲州市大和町）で滅亡するが、麟岳も同所で弟子の円首座とともに討死したという。『甲陽軍鑑』『甲乱記』では勝頼は麟岳に対し、自らの最期を見届けた後に菩提を弔うことを依頼するが、麟岳はそれを拒み勝頼の嫡男・信勝と刺し違えて死去したとする逸話を記している。『信長公記』では「長老中にも比類なき働き」と麟岳を讃美している。
山梨県甲斐市中下条の宝珠寺は麟岳の開山で、麟岳の墓所が残されている。